# C.J. Goodwin
Charaun Jareé Goodwin (Wheeling, 4 febbraio 1990) è un giocatore di football americano statunitense che milita nel ruolo di cornerback per i Dallas Cowboys della National Football League (NFL).

## Carriera

### Pittsburgh Steelers
Al college, Goodwin giocò a football alla California University of Pennsylvania come wide receiver. Dopo non essere stato scelto nel Draft NFL 2014 firmò con i Pittsburgh Steelers, venendo raccomandato alla squadra da Mel Blount. Rimase col club per due stagioni, senza mai scendere in campo.

### Atlanta Falcons
Il 5 gennaio 2016, Goodwin firmò con gli Atlanta Falcons e nel training camp 2016 fu convertito dal ruolo di ricevitore a quello di cornerback. Nella sua posizione quell'anno disputò 14 partite, di cui una come titolare, mettendo a segno 17 tackle e 2 passaggi deviati.

## Palmarès

### Franchigia
- National Football Conference Championship: 1

Atlanta Falcons: 2016

## Statistiche
| Partite totali      | 14  |
| Partite da titolare | 1   |
| Tackle totali       | 17  |
| Sack                | 0,0 |
| Intercetti          | 0   |
| Fumble forzati      | 0   |